# Nowa Makedonija
Nowa Makedonija (mac. Нова Македонија) – północnomacedoński dziennik wydawany w Skopje. Został założony w 1944 roku.